# 井川町野津後流
井川町野津後流（いかわちょうのつごながれ）は、徳島県三好市の町名。郵便番号は〒779-4803。

## 地理
三好市の北東部に位置。西は井川町タクミ田、南は井川町御領田、東は井内谷川を挟んで井川町辻、北は吉野川を挟んで三好郡東みよし町とそれぞれ接する。
地域のほとんどが三好市井川グラウンドとなっており、無住地である。井川グラウンドにはサッカーやソフトボールの利用ができるほか、アーチェリー場が設置されている。南隣の井川町御領田には、JR徳島線の辻駅が設置されている。

### 河川
- 吉野川
- 井内谷川

## 歴史
- 2006年（平成18年）3月1日 - 三好郡井川町が三野町・池田町・山城町・東祖谷山村・西祖谷山村と合併して三好市が発足し、現在の町名となる。

## 世帯数と人口
2021年（令和3年）11月30日現在の世帯数と人口は以下の通りである。
| 町丁           | 世帯数 | 人口 |
| -------------- | ------ | ---- |
| 井川町野津後流 | 0世帯  | 0人  |

## 施設
- 三好市井川グラウンド

## 交通

### 鉄道
- 最寄り駅はJR徳島線の辻駅。